# Brad Stewart
Brad Stewart (Jacksonville, ...) è un musicista e compositore statunitense conosciuto in particolar modo per aver fatto parte della band hard rock Shinedown.
Attualmente suona nei gruppi Amaru, Society Red e Fuel.

## Vita privata
Brad è sposato con figli, ed è diplomato al college.

## Carriera

### Shinedown
Brad è stato il secondo membro ad unirsi agli Shinedown, dopo il cantante Brent Smith I due si incontrarono attraverso un amico in comune, il produttore di Jacksonville Pete Thornton.

A marzo 2007, Brad lasciò la band senza alcuna dichiarazione ufficiale. Solo il 20 settembre 2008, dopo aver creato da poco il proprio MySpace ufficiale, il bassista fece luce sulla separazione dagli Shinedown adducendo come motivo delle tensioni che si sarebbero create tra i membri della band durante la registrazione del loro secondo album.

### Amaru
Nel 2007, Brad si è unito alla formazione pop rock Amaru, fondata dal precedente batterista dei Burn Season Bobby Amaru.

### Society Red
A giugno del 2008, il bassista decise di unirsi anche alla band rock/grunge/alternative Society Red, fondata da un altro ex membro dei Burn Season, il cantante Damien Starkey.

### Re-Fueled
A marzo del 2010, è stato annunciato che Brad avrebbe rimpiazzato Jeff Abercrombie nella band revival dei Fuel, Re-Fueled. La band ha organizzando un tour mondiale, al quale ha partecipato anche il Brad. Nel 2010 per quasi un anno ha potuto suonare ancora insieme al chitarrista e amico Jasin Todd anche lui ex Shinedown, entrato anche lui nella band in sostituzione del chitarrista precedente indisponibile per problemi di salute.

## Composizione
Brad ha contribuito a scrivere il testo della hit dei Puddle of Mudd Control, insieme al frontman della band post grunge Wes Scantlin. Inoltre, ha contribuito alla stesura di vario materiale dei suoi Shinedown, in particolare del singolo I Dare You.